# Huile
 (février 2024).

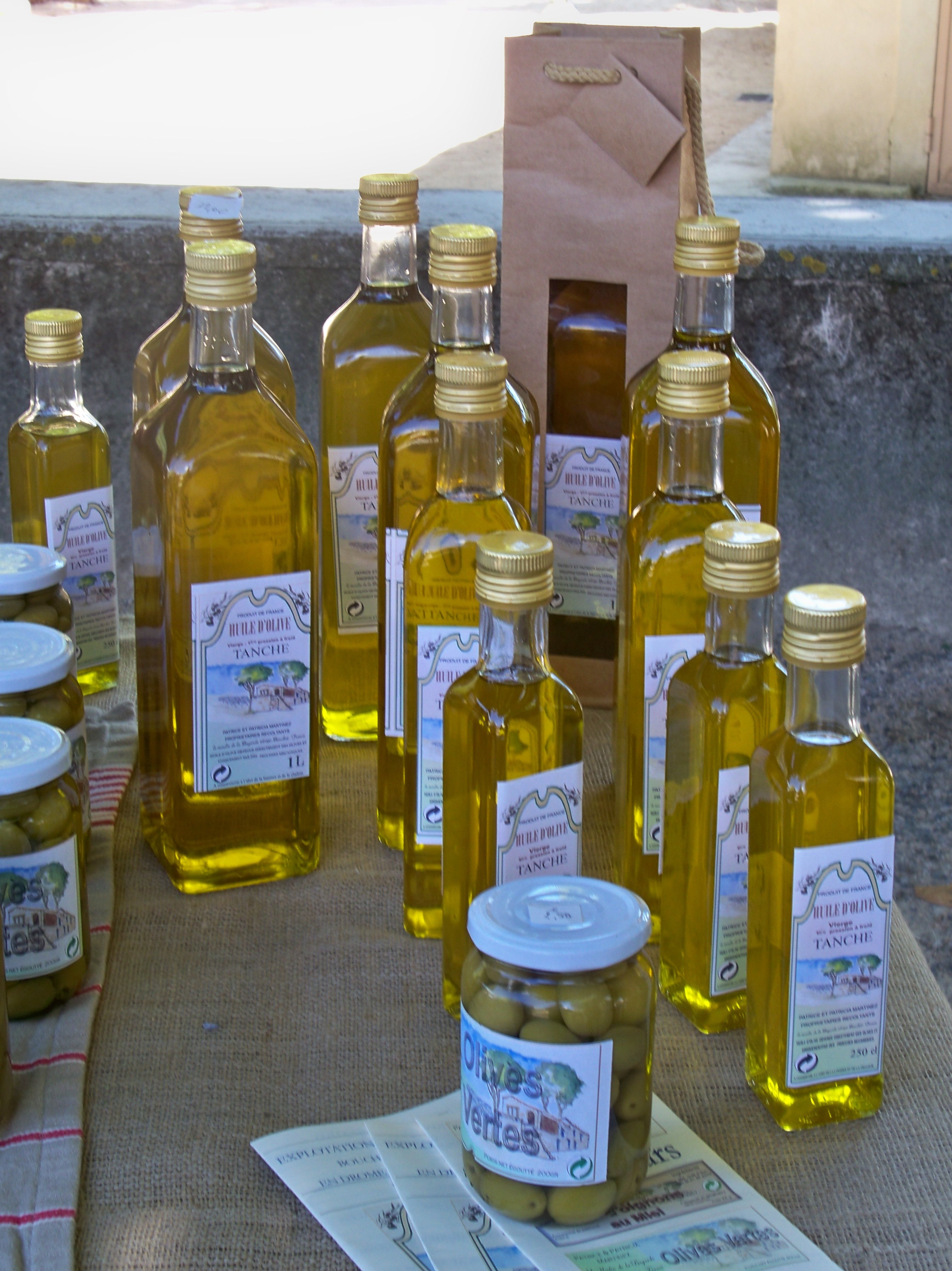
Des bouteilles d'huile d'olive Tanche.

Une huile est un corps gras qui est à l'état liquide à température ambiante et qui ne se mélange pas à l'eau.
Les huiles sont des liquides gras, visqueux, d'origine animale, végétale, minérale ou synthétique. Elles se différencient des graisses qui sont pâteuses dans les conditions normales d'utilisation. Le beurre n'est pas considéré comme une huile bien qu'il soit liquide dans certains pays chauds. Dans les pays tempérés, certaines huiles, normalement liquides, peuvent se figer par temps froid.

## Étymologie
Le nom est issu du latin oleum (« huile d'olive »), qui a donné en ancien français olie, oile (d'où l'anglais oil), puis uile (XIIIe siècle). Le h initial n'a aucun caractère étymologique. En effet, il a été ajouté à partir du XIIIe siècle pour empêcher la lecture du u initial comme un v, car ces deux sons se notaient par le seul et unique v. L'ajout d’un h a donc permis d'éviter la confusion entre uile et vile (ancienne graphie de ville, d'où vilain) (voir également huit, huître, huis).
Le vocable latin oleum, dérivé du latin olea « olivier » et « olive », est un proche parent du grec ἔλαιον (elaion), « huile d'olive, huile », mot issu du grec ἐλαία (elaia), « olivier ».

## Composition
Les huiles végétales et animales sont essentiellement constituées de triglycérides, c'est-à-dire des esters de glycérol (ou glycérine) et d'acides gras qui se différencient par la nature et le pourcentage relatif d'acides gras.
Du point de vue des utilisations, on différencie :
- les huiles alimentaires, d'origine animale ou végétale. Elles sont fabriquées dans les huileries par des huiliers, le plus souvent par pressage des graines d'oléagineux. Il est dit à froid, s'il se fait à une température inférieure à 50 °C ;
- les huiles à usage technique, en général des huiles végétales à usage industriel : huile de colza érucique, huile de lin, huile de ricin par exemple ; les mouvements mécaniques d'horlogerie de qualité sont généralement lubrifiés avec de l'huile de pied de bœuf, malgé son prix ;
- les huiles à usage cosmétique : huile d'amande douce, huile d'argan.

Les huiles minérales peuvent être différenciées :
- l'huile minérale, un mélange d'hydrocarbures. Aux États-Unis, le pétrole est considéré comme une huile. Elle peut aussi provenir de la distillation de la houille ou des schistes bitumineux. Elles sont traditionnellement utilisées pour la lubrification mécanique ;
- l'huile moteur, utilisée pour la lubrification des moteurs à explosion ;
- les huiles de synthèse, largement utilisées pour la lubrification des moteurs mais aussi pour de nombreuses autres applications ; elles appartiennent à des familles chimiques très diverses : esters phosphoriques, silicones…

Certaines huiles alimentaires peuvent aussi avoir un usage technique (ex. : l'huile de lin), ou un usage cosmétique, par exemple l'huile d'argan.
Note : le beurre, le suif, le saindoux, etc., sont des graisses d'origine animale ; les graisses utilisées en lubrification résultent du mélange de deux constituants essentiels, une huile de base et un savon, auxquels on adjoint de faibles quantités d'autres substances ou additifs.
Les huiles essentielles, obtenues par divers procédés d'extraction, dont la distillation, en raison de leur très faible concentration dans le produit de base, ne contiennent pas de triglycérides. Elles sont utilisées dans les parfums, les huiles parfumées et les produits de soins corporel.
Les principaux acides gras que l'on trouve dans les huiles végétales et animales sont l'acide oléique, l'acide palmitique, l'acide linoléique et l'acide stéarique.
Note : l'huile met une quarantaine d'heures à brûler pour 250 mL avec une densité de 0,088.

## Huiles végétales

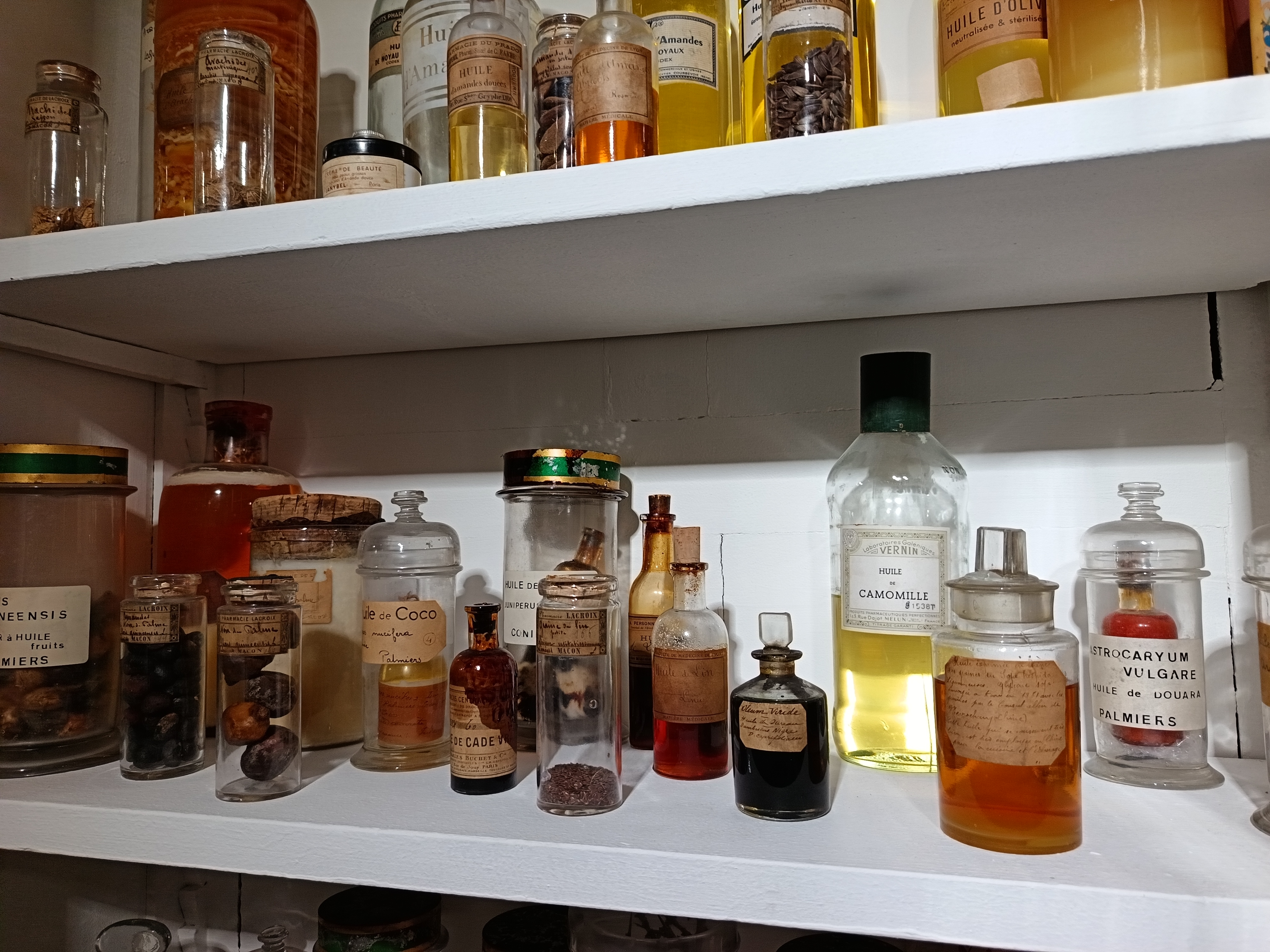
Huiles végétales.

Les huiles végétales sont pour certaines comestibles et pour d'autres seulement utilisées dans l'industrie, en peinture, en savonnerie ou en pharmacie.
Les principales huiles végétales, en termes de production, sont :
- l'huile d'arachide ;
- l'huile d'argan ;
- l'huile de colza (huile de canola) ;
- l'huile de coprah ;
- l'huile de lin ;
- l'huile de maïs ;
- l'huile de noix ;
- l'huile d'olive ;
- l'huile de palme ;
- l'huile de pépins de raisin ;
- l'huile de ricin ;
- l'huile de sésame ;
- l'huile de soja ;
- l'huile de tournesol.

Voir aussi la liste des principales huiles alimentaires.
Il existe aussi des matières grasses végétales à l'état solide à température ambiante : beurre de karité, beurre de cacao…

## Huiles animales

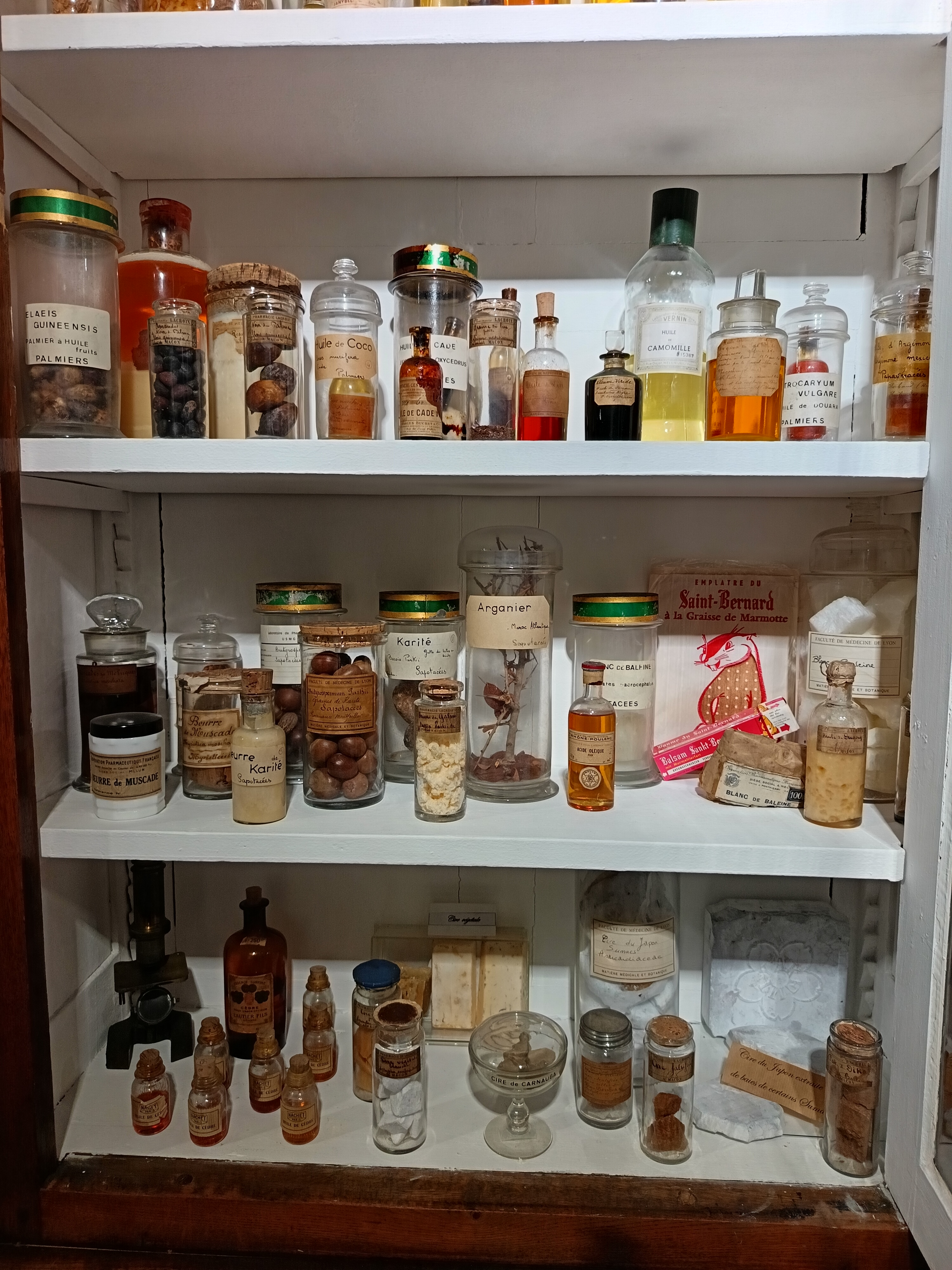
Huiles animales et végétales.

Les huiles animales sont aussi utilisées dans l'industrie, en peinture, en savonnerie ou en pharmacie. Les principales huiles et graisses animales sont :
- les huiles de poisson ;
- l'huile de baleine ;
- l'huile de cachalot ;
- l'huile de phoque[4] ;
- l'huile de foie de morue ;
- l'huile de pied de bœuf.

## Huiles minérales

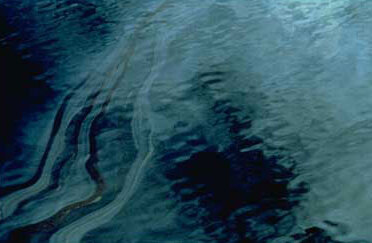
Traînée de pétrole dans le détroit du Prince William lors de la marée noire de l'Exxon Valdez.

Les huiles minérales sont obtenues par distillation de la houille, du pétrole ou de certains schistes bitumineux et servent essentiellement comme lubrifiants des organes mécaniques des machines et des moteurs. Elles sont également souvent utilisées dans les produits cosmétiques.
Une tache d'huile minérale sur un papier peut être éliminée en chauffant suffisamment, ce qui n'est pas le cas pour une tache d'huile végétale ou animale.

## Utilisation

### Usage comme combustible
Les huiles végétales (huile de colza…) et les huiles animales (huile de baleine…) furent utilisées comme combustible depuis des temps très anciens, notamment dans les lampes à huile. Elles étaient encore utilisées au XVIIIe siècle comme source principale d'éclairage. Avec l'arrivée du gaz d'éclairage début XIXe siècle, l'huile restera la source d'éclairage principale, souvent à l'intérieur des habitations, presque toujours, dans les régions où le gaz d'éclairage ne s'est pas implanté. Pour obtenir du gaz d'huile, on distillera l'huile de colza et de l'huile de baleine. Le bon pouvoir éclairant du gaz d'huile, en fera un concurrent sérieux au gaz de houille majoritaire. Il sera probablement utilisé dans des contextes où l'intensité lumineuse doit être privilégiée sur l'économie.
Les huiles minérales furent aussi utilisées comme combustible, notamment dans des lampes à huile. Les historiens de l'Antiquité rapportent des usages très anciens du naphte, les affleurements de pétrole que l'on trouve fréquemment au Moyen-Orient et en Asie centrale. L'industrie pétrolière naît en Roumanie en 1857, et la première raffinerie à Ploieşti, alimente les 1 000 lampes à huile de l'éclairage public de Bucarest. Fin XIXe siècle, les pétroles se déversent progressivement sur le marché européen. On utilise les résidus visqueux de la distillation du pétrole (Bitumes), lesquels sont à bas prix et les huiles minérales pour la production de gaz combustible : le gaz de pétrole, le gaz Pintsch et le gaz Blau seront utilisés comme gaz d'éclairage notamment dans les voitures de chemin de fer et dans les phares, et comme carburant dans certains dirigeables.
Avec les développements de l'électricité (1880), du pétrole, et du gaz naturel (1960), les applications de l'huile, comme combustible liquide, ou gaz combustible, disparaissent peu à peu.
Les huiles végétales (mais plus largement la biomasse) suscitent un nouvel intérêt dans des applications de gazéification et de cogénération.

### Usage comme carburant
Les huiles suscitent un intérêt particulier comme carburant dès 1891, sujettes des expériences de Rudolf Diesel sur ses moteurs.
Actuellement deux grandes voies d'utilisation sont ouvertes :
- l'huile végétale carburant (HVC) ou huile végétale brute (HVB) ou huile végétale pure (HVP) peut être utilisée directement, dans les moteurs Diesel, pure ou en mélange, mais, notamment à cause de sa viscosité relativement élevée, l'utilisation d'une fraction d'huile importante nécessite l'usage d'un moteur adapté ;
- le biogazole (aussi appelé en France « diester »), obtenu par la transformation des triglycérides qui constituent les huiles végétales ; la transestérification de ces huiles, avec du méthanol ou de l'éthanol, produit des esters d'huile végétale, respectivement méthyliques (EMHV) et éthyliques (EEHV), dont les molécules plus petites peuvent alors être utilisées comme carburant (sans soufre, non toxique et hautement biodégradable) dans les moteurs à allumage par choc électrique.

Les huiles proviennent du palmier à huile, du tournesol, du colza, du jatropha ou du ricin et sont extraites par pressage (écrasement) à froid, à chaud, voire avec un solvant organique.

### Usage comme lubrifiant
L'huile est utilisée comme lubrifiant dans de nombreux secteurs. C'est notamment le cas dans l'industrie (pompes, chaînes de convoyage), en automobile (carter d'huile afin de lubrifier le moteur, palier du turbo, roulement du vilebrequin, etc.) et dans le cyclisme (transmission).

### Usage en savonnerie
L'usage du beurre dans les savons de Marseille est proscrit par Jean-Baptiste Colbert de Seignelay au profit de l'huile d'olive. En 1829 on emploie dans les savons, principalement de l'huile d'olive, d'œillette et de noix. Il faut par la suite ajouter huile d'arachide, huile de coprah, huile de palme, huile de palmiste. Suif et saindoux - des graisses animales - sont également employés.

### Usage dans les peintures et mastics
Les huiles sont employées comme liant, ou sous forme d'huile essentielle comme dissolvant, dans la confection des peintures, des vernis et des mastics.
En peinture, depuis le début du XIXe siècle, plusieurs espèces d'huiles sont utilisées, tant pour broyer que pour détremper les couleurs :
- l'huile de lin provenant de la graine de lin ; elle est la plus jaune et la plus grasse de toutes, et celle dont on fait l'usage le plus habituel[Q 1] ;
- l'huile de noix que l'on tire du fruit du noyer ; elle est plus limpide que celle de lin, mais moins siccative: on en fait peu d'usage[Q 1] ;
- l'huile blanche ou d'œillet, que l'on extrait de la plante du pavot blanc ; celle-ci est la plus blanche, c'est avec elle que l'on broie ordinairement toutes les couleurs[Q 1] ;
- l'huile de poix, dont on fait usage comme résine pour des vernis communs[Q 2].

L'huile de lin, l'huile d'œillette sont naturellement siccatives. L'huile de noix est semi-siccative.
Les liquides propres à dissoudre les résines qui entrent dans la composition des vernis sont appelés « dissolvants ». Ces derniers sont l'éthanol (esprit de vin), l'essence éthérée de térébenthine, l'huile d'aspic, l'huile de lavande, et les huiles siccatives d'œillet, de lin, etc.
L'essence de térébenthine, huile essentielle, sert ordinairement à détremper les couleurs broyées à l'huile ; si elle n'ajoute pas à l'adhérence que procure l'huile de lin, et si même elle détruit son brillant, elle a aussi l'avantage, par sa limpidité, de donner aux couleurs plus de développement, de les rendre plus brillantes, et de les faire plus promptement sécher. L'essence sert encore sous la molette pour mélanger certaines couleurs, lorsqu'elles doivent être détrempées au vernis. Elle agit encore comme mordant sous le pinceau qui trace les veines lorsqu'il s'agit d'imiter le bois d'acajou ; enfin elle est le dissolvant de toutes les résines propres à la composition des vernis gras et des vernis à l'essence.

### Usage pour modérer la fluidité de l'eau
Un film d'huile répandu sur de l'eau permet de diminuer la fluidité, donc calme le mouvement de l'eau.
- En cuisine, on peut mettre une cuillère d'huile dans une casserole d'eau pour limiter les débordements dus à l'ébullition et à l'écume (et non pas pour empêcher les pâtes de coller, c'est vain puisque l'huile flotte)[8].
- « Filer de l'huile » : dans la marine ancienne, filer de l'huile consistait de verser de l'huile sur la mer pour calmer les vagues[9],[10]. Cette pratique des marins grecs antiques a laissé l'expression « une mer d'huile », qui signifie un aspect lisse de la mer sans risée visible.